# 百人坑
百人坑，位于中国广东省惠州市博罗县罗阳镇虾望村，为博罗县的一个县级文物保护单位，类型为近现代重要史迹及代表性建筑，公布时间为1985年。
百人坑的历史年代为抗日战争时期。